# Bahman Mohasses
Bahman Mohasses (persisch بهمن محصص; * Februar 1932 in Rascht, Iran; † 28. Juli 2010 in Rom) war ein iranischer Maler, Bildhauer und Übersetzer.

## Leben
Im Alter von 14 Jahren begann er seine Ausbildung an der Werkstatt und dem Atelier von Mahammad Habib Mohammadi, der seinerseits an der Moskauer Hochschule für Malerei, Bildhauerei und Architektur studiert hatte. Er setzte seine Ausbildung an der Universität Teheran und ab 1955 an der Akademie der Künste in Rom fort.
1963 kehrte er in den Iran zurück und brachte dort das Stück Die Stühle von Eugène Ionesco auf die Bühne. Ab 1967 lebte er bis zu seinem Tod wieder in Rom. Neben seiner Arbeit als Künstler übersetzte er Werke von Italo Calvino, Curzio Malaparte, Luigi Pirandello, Eugène Ionesco und Jean Genet.
Bahman Mohasses galt als introvertierter Mann, der ein Leben in Zurückgezogenheit führte. Er starb an der Herzkrankheit Cor pulmonale.

## Ausstellungen
Bahmann Mohasses nahm an einigen Einzel- und Gruppenausstellungen in Rom, Mailand, Florenz, Cannes, Paris, Beirut, Genf und Teheran teil, außerdem an Biennalen in Rom, Paris und São Paulo.
Einige seiner Werke sind ferner im Teheraner Museum für Zeitgenössische Kunst und dem Jahan-Nama Museum des Niavaran Palasts zu sehen.